# Степное (Генический район)

Степное на автодороге М-14

Степное (укр. Степне) — село в Нижнесерогозской поселковой общине Генического района Херсонской области Украины.
Население по переписи 2001 года составляло 792 человека. Почтовый индекс — 74742. Телефонный код — 5540. Код КОАТУУ — 6523884501.

## Местный совет
74742, Херсонская обл., Нижнесерогозский р-н, с. Степное, ул. 60-летия Октября